# Збірна Південної Кореї з футболу
Збі́рна Півде́нної Коре́ї з футбо́лу представляє Південну Корею на міжнародних матчах і турнірах з футболу. Найзнаменитіша азійська збірна. Найчастіше серед усіх команд регіону виступала на чемпіонатах світу і єдина команда з Азії, яка брала участь у півфіналах.
Станом на 28 листопада 2024 посідає 23-e місце у рейтингу футбольних збірних світу.

## Чемпіонат світу
- з 1930 по 1950 рр. — не брала участі;
- 1954 р. — груповий етап;
- 1958 р. — не брала участі;
- 1962 р. — не пройшла кваліфікацію;
- 1966 р. — не брала участі;
- з 1970 по 1982 рр. — не пройшла кваліфікацію;
- з 1986 по 1998 рр. — груповий етап;
- 2002 р. — четверте місце;
- 2006 р. — груповий етап;
- 2010 р. — 1/8 фіналу;
- 2014 р. — груповий етап;
- 2018 р. — груповий етап;
- 2022 р. — 1/8 фіналу.

## Кубок Азії
- 1956 р. — чемпіон;
- 1960 р. — чемпіон;
- 1964 р. — третє місце;
- 1968 р. — не пройшла кваліфікацію;
- 1972 р. — друге місце;
- 1976 р. — не пройшла кваліфікацію;
- 1980 р. — друге місце;
- 1984 р. — груповий етап;
- 1988 р. — друге місце;
- 1992 р. — не пройшла кваліфікацію;
- 1996 р. — 1/4 фіналу;
- 2000 р. — третє місце;
- 2004 р. — 1/4 фіналу;
- 2007 р. — третє місце;
- 2011 р. — третє місце;
- 2015 р. — друге місце;
- 2019 р. — 1/4 фіналу;
- 2023 р. — півфінал.

## Поточний склад
Заявка збірної для участі у чемпіонаті світу 2018 року. Вік гравців наведено на день початку змагання (14 червня 2018 року), дані про кількість матчів і голів — на дату подачі заявки (2 червня 2018 року).
| №  | Поз. | Гравець              | Дата народження (вік)          | Ігри | Голи | Клуб                   |
| -- | ---- | -------------------- | ------------------------------ | ---- | ---- | ---------------------- |
| 1  | ВР   | Кім Син Гю           | 30 вересня 1990 (вік 27 років) | 32   | 0    | «Віссел Кобе»          |
| 21 | ВР   | Кім Джин Хьон        | 6 липня 1987 (вік 30 років)    | 14   | 0    | «Сересо Осака»         |
| 23 | ВР   | Чо Хьон У            | 25 вересня 1991 (вік 26 років) | 5    | 0    | «Тегу»                 |
|    |      |                      |                                |      |      |                        |
| 2  | ЗХ   | Лі Йон               | 24 грудня 1986 (вік 31 рік)    | 26   | 0    | «Чонбук Хьонде Моторс» |
| 3  | ЗХ   | Чон Син Хьон         | 3 квітня 1994 (вік 24 роки)    | 6    | 0    | «Саган Тосу»           |
| 4  | ЗХ   | О Бан Сок            | 20 травня 1988 (вік 30 років)  | 2    | 0    | «Чеджу Юнайтед»        |
| 5  | ЗХ   | Юн Йонь Сон          | 4 жовтня 1988 (вік 29 років)   | 5    | 0    | «Соннам»               |
| 6  | ЗХ   | Пак Чу Хо            | 16 січня 1987 (вік 31 рік)     | 35   | 0    | «Ульсан Хьонде»        |
| 12 | ЗХ   | Кім Мін У            | 25 лютого 1990 (вік 28 років)  | 18   | 1    | «Санджу Санму»         |
| 14 | ЗХ   | Хон Чхоль            | 17 вересня 1990 (вік 27 років) | 14   | 0    | «Санджу Санму»         |
| 19 | ЗХ   | Кім Йон Гвон         | 27 лютого 1990 (вік 28 років)  | 51   | 2    | «Гуанчжоу Евергранд»   |
| 20 | ЗХ   | Чан Хьон Су          | 28 вересня 1991 (вік 26 років) | 49   | 3    | «Токіо»                |
| 22 | ЗХ   | Ко Йо Хан            | 10 березня 1988 (вік 30 років) | 19   | 0    | «Сеул»                 |
|    |      |                      |                                |      |      |                        |
| 8  | ПЗ   | Чу Се Джон           | 30 жовтня 1990 (вік 27 років)  | 10   | 1    | «Асан Поліс»           |
| 10 | ПЗ   | Лі Син У             | 6 січня 1998 (вік 20 років)    | 2    | 0    | «Верона»               |
| 13 | ПЗ   | Ку Джа Чхольl        | 27 лютого 1989 (вік 29 років)  | 66   | 19   | «Аугсбург»             |
| 15 | ПЗ   | Чон У Йон            | 14 грудня 1989 (вік 28 років)  | 28   | 1    | «Віссел Кобе»          |
| 16 | ПЗ   | Кі Сон Йон (капітан) | 24 січня 1989 (вік 29 років)   | 100  | 10   | «Суонсі Сіті»          |
| 17 | ПЗ   | Лі Дже Сон           | 10 серпня 1992 (вік 25 років)  | 33   | 6    | «Чонбук Хьонде Моторс» |
| 18 | ПЗ   | Мун Сон Мін          | 9 червня 1992 (вік 26 років)   | 2    | 1    | «Інчхон Юнайтед»       |
|    |      |                      |                                |      |      |                        |
| 7  | НП   | Сон Хин Мін          | 8 липня 1992 (вік 25 років)    | 65   | 21   | «Тоттенгем Готспур»    |
| 9  | НП   | Кім Сін Ук           | 14 квітня 1988 (вік 30 років)  | 48   | 10   | «Чонбук Хьонде Моторс» |
| 11 | НП   | Хван Хі Чан          | 26 січня 1996 (вік 22 роки)    | 13   | 2    | «Ред Булл»             |

## Відомі гравці
- Ан Джон Хван;
- Чха Бом Кин;
- Кім Дон Джін;
- Лі Чжун Су;
- Лі Ун Дже (воротар);
- Лі Йон Пхйьо;
- Лі Хо;
- Пак Чі Сон;
- Соль Гі Хйон;
- Хйон Йон Мін;
- Чха Ду Рі;
- Хон Мйон Бо;
- Пак Чу Юн.